# メスグログンカンドリ
メスグログンカンドリ（雌黒軍艦鳥、Fregata aquila）は、カツオドリ目グンカンドリ科グンカンドリ属に分類される鳥類。

## 分布
イギリス（ボースン・バート島周辺）

## 形態
全長91cm。翼開張198cm。全身は黒褐色の羽毛で覆われ、和名の由来（グンカンドリ科の他種は胸部が白い羽毛で覆われる）になっている。
オスは喉に羽毛が無く、赤い皮膚が露出する。メスの淡色型は腹部が白い羽毛で覆われる。

## 生態
食性は動物食で、魚類やイカなどを食べる。水面付近にいる獲物を飛翔しながら捕食するが、カツオドリやセグロアジサシが捕らえた獲物を奪う習性でも知られる。
繁殖形態は卵生。オスは喉を膨らませて、メスに求愛する。主に10月に地表に巣を作り、1回に1個の卵を産む。

## 人間との関係
開発による生息地の破壊、人為的に移入されたイヌやノネコによる捕食（本種が獲物を奪う対象である鳥類も含めた捕食）などにより生息数は激減している。以前はアセンション島でも繁殖していた。しかし1950年代における生息数は4,000-5,000ペアと推定されていたものの、1976年における生息数は数羽と繁殖地は壊滅している。1988年におけるボースン・バート島の生息数は約1,000ペアと推定されている。そのためイヌやノネコの駆除などの対策が進められている。